# The Live Anthology
The Live Anthology es un álbum en directo del grupo estadounidense Tom Petty and the Heartbreakers, publicado por la compañía discográfica Reprise Records en noviembre de 2009. El álbum fue publicado en diferentes formatos: en edición estándar en formato CD, en formato LP y como descarga digital, compuesta por cuarenta y ocho canciones repartidas en cuatro discos. En noviembre de 2009, antes del lanzamiento de los formatos estándar y digital, las tiendas de Best Buy ofrecieron una edición deluxe de la caja recopilatoria. La versión deluxe incluyó los cuatro discos de la edición estándar y un quinto disco de material en directo, dos DVD previamente inéditos, una edición remasterizada en vinilo del álbum Official Live 'Leg y un Blu Ray con 62 canciones en sonido 5.1 96K/24-bits.

## Trasfondo
En una entrevista con la revista Rolling Stone, Petty dijo que había recopilado material en vivo con Mike Campbell y Ryan Ulyate a partir de tres décadas de grabaciones de conciertos.
En 2008, Ulyate comenzó a escuchar el archivo musical de Petty y creó una biblioteca digital en iTunes con 170 conciertos y un total de 3509 actuaciones de 400 canciones únicas. Según Ulyate: "Me aseguré de que Tom y Mike escucharan todas las canciones que hicieron. Y las clasifiqué con un sistema de estrellas".
A lo largo de su carrera, Petty documentó ampliamente sus conciertos, comenzando a partir de finales de la década de 1970. Según Petty: "Me alegro de que lo hiciéramos. Creo que esta es una de las mejores bandas de rock and roll en directo".

## Lista de canciones
| Disco uno |                                                         |                          |                                                   |          |  |
| N.º       | Título                                                  | Escritor(es)             | Localidad                                         | Duración |  |
| 1.        | «Ladies and Gentlemen...» (30 de junio de 1981)         | Jim Lenahan              | The Forum, Los Ángeles, California                | 1:16     |  |
| 2.        | «Nightwatchman» (28 de junio de 1981)                   | Tom Petty, Mike Campbell | The Forum, Los Ángeles, California                | 4:33     |  |
| 3.        | «Even the Losers» (6 de marzo de 1980)                  | Tom Petty                | Hammersmith Odeon, Londres, Inglaterra            | 3:40     |  |
| 4.        | «Here Comes My Girl» (6 de marzo de 1980)               | Tom Petty, Mike Campbell | Hammersmith Odeon, Londres, Inglaterra            | 4:52     |  |
| 5.        | «A Thing About You» (28 de junio de 1981)               | Tom Petty                | The Forum, Los Ángeles, California                | 5:05     |  |
| 6.        | «I'm in Love» (7 de diciembre de 1982)                  | Bobby Womack             | Wembley Arena, Londres, Inglaterra                | 3:55     |  |
| 7.        | «I'm a Man» (21 de septiembre de 2006)                  | Ellas McDaniel           | Stephen C. O’Connell Center, Gainesville, Florida | 2:46     |  |
| 8.        | «Straight into Darkness» (7 de diciembre de 1982)       | Tom Petty                | Wembley Arena, Londres, Inglaterra                | 4:35     |  |
| 9.        | «Breakdown» (30 de junio de 1981)                       | Tom Petty                | The Forum, Los Ángeles, California                | 7:55     |  |
| 10.       | «Something in the Air» (4 de noviembre de 1993)         | Speedy Keen              | Stephen C. O’Connell Center, Gainesville, Florida | 3:50     |  |
| 11.       | «I Just Want to Make Love to You» (17 de marzo de 1995) | Willie Dixon             | Maple Leaf Gardens, Toronto, Ontario              | 3:55     |  |
| 12.       | «Drivin' Down to Georgia» (4 de noviembre de 1993)      | Tom Petty                | Stephen C. O’Connell Center, Gainesville, Florida | 6:25     |  |
| 13.       | «Lost Without You» (4 de noviembre de 1993)             | Tom Petty                | Stephen C. O’Connell Center, Gainesville, Florida | 6:55     |  |
| 14.       | «Refugee» (11 de junio de 1983)                         | Tom Petty, Mike Campbell | Irvine Meadows, Irvine, California                | 6:05     |  |

| Disco dos |                                                       |                                           |                                                   |          |  |
| N.º       | Título                                                | Escritor(es)                              | Localidad                                         | Duración |  |
| 1.        | «Diddy Wah Diddy» (1 de febrero de 1997)              | McDaniel, Dixon                           | The Fillmore, San Francisco, California           | 2:55     |  |
| 2.        | «I Want You Back Again» (7 de febrero de 1997)        | Rod Argent                                | The Fillmore, San Francisco, California           | 2:54     |  |
| 3.        | «Wildflowers» (17 de marzo de 1995)                   | Tom Petty                                 | Maple Leaf Gardens, Toronto, Ontario              | 3:12     |  |
| 4.        | «Friend of the Devil» (3 de febrero de 1997)          | John Dawson, Jerome García, Robert Hunter | The Fillmore, San Francisco, California           | 5:41     |  |
| 5.        | «A Woman in Love (It's Not Me)» (29 de junio de 1981) | Tom Petty, Mike Campbell                  | The Forum, Los Ángeles, California                | 5:42     |  |
| 6.        | «It's Good to Be King» (21 de septiembre de 2006)     | Tom Petty                                 | Stephen C. O’Connell Center, Gainesville, Florida | 12:14    |  |
| 7.        | «Angel Dream (No. 2)» (19 de abril de 2003)           | Tom Petty                                 | The Vic Theatre, Chicago, Illinois                | 2:56     |  |
| 8.        | «Learning to Fly» (16 de junio de 2006)               | Tom Petty, Jeff Lynne                     | Bonnaroo Music Festival, Manchester (Tennessee)   | 4:44     |  |
| 9.        | «Mary Jane's Last Dance» (21 de septiembre de 2006)   | Tom Petty                                 | Stephen C. O’Connell Center, Gainesville, Florida | 5:54     |  |
| 10.       | «Mystic Eyes» (27 de octubre de 2006)                 | Van Morrison                              | The Greek Theatre, Berkeley, California           | 8:59     |  |

| Disco tres |                                              |                                                                  |                                                   |          |  |
| N.º        | Título                                       | Escritor(es)                                                     | Localidad                                         | Duración |  |
| 1.         | «Jammin' Me» (7 de febrero de 1997)          | Tom Petty, Mike Campbell, Bob Dylan                              | The Fillmore, San Francisco, California           | 4:32     |  |
| 2.         | «The Wild One, Forever» (6 de marzo de 1980) | Tom Petty                                                        | Hammersmith Odeon, London, England                | 3:35     |  |
| 3.         | «Green Onions» (6 de febrero de 1997)        | Steve Cropper, Al Jackson, Jr., Booker T. Jones, Lewie Steinberg | The Fillmore, San Francisco, California           | 4:19     |  |
| 4.         | «Louisiana Rain» (7 de diciembre de 1982)    | Tom Petty                                                        | Wembley Arena, London, England                    | 5:10     |  |
| 5.         | «Melinda» (26 de agosto de 2003)             | Tom Petty, Benmont Tench                                         | UNO Lakefront Arena, Nueva Orleans, Luisiana      | 8:15     |  |
| 6.         | «Goldfinger» (31 de enero de 1997)           | John Barry, Leslie Bricusse, Anthony Newley                      | The Fillmore, San Francisco, California           | 4:02     |  |
| 7.         | «Surrender» (11 de junio de 1983)            | Tom Petty                                                        | Irvine Meadows, Irvine, California                | 3:11     |  |
| 8.         | «Dreamville» (16 de octubre de 2002)         | Tom Petty                                                        | Grand Olympic Auditorium, Los Ángeles, California | 2:54     |  |
| 9.         | «Spike» (29 de julio de 1986)                | Tom Petty                                                        | Portland Civic Stadium, Portland, Oregón          | 7:40     |  |
| 10.        | «Any Way You Want It» (11 de junio de 1983)  | Dave Clark, Lenny Davidson                                       | Irvine Meadows, Irvine, California                | 2:59     |  |
| 11.        | «American Girl» (13 de abril de 1983)        | Tom Petty                                                        | The Cow Palace, San Francisco, California         | 5:19     |  |

| Disco cuatro |                                                   |                                      |                                                               |          |  |
| N.º          | Título                                            | Escritor(es)                         | Localidad                                                     | Duración |  |
| 1.           | «Runnin' Down a Dream» (21 de septiembre de 2006) | Tom Petty, Mike Campbell, Jeff Lynne | Stephen C. O’Connell Center, Gainesville, Florida             | 5:11     |  |
| 2.           | «Oh Well» (16 de junio de 2006)                   | Peter Green                          | Bonnaroo Music and Arts Festival, Manchester, Tennessee       | 3:35     |  |
| 3.           | «Southern Accents» (21 de septiembre de 2006)     | Tom Petty                            | Stephen C. O’Connell Center, Gainesville, Florida             | 5:00     |  |
| 4.           | «Crawling Back to You» (26 de agosto de 2005)     | Tom Petty                            | The Greek Theatre, Berkeley, California                       | 4:38     |  |
| 5.           | «My Life / Your World» (23 de junio de 1987)      | Tom Petty, Mike Campbell             | Blossom Music Center, Cuyahoga Falls, Ohio                    | 4:55     |  |
| 6.           | «I Won't Back Down» (15 de noviembre de 2007)     | Tom Petty, Jeff Lynne                | American Museum of Natural History, Nueva York                | 3:26     |  |
| 7.           | «Square One» (17 de junio de 2006)                | Tom Petty                            | UMB Bank Pavilion, Maryland Heights, Missouri                 | 3:44     |  |
| 8.           | «Have Love Will Travel» (5 de julio de 2002)      | Tom Petty                            | Saratoga Performing Arts Center, Saratoga Springs, Nueva York | 3:57     |  |
| 9.           | «Free Fallin'» (14 de agosto de 2005)             | Tom Petty, Jeff Lynne                | Irvine Meadows, Irvine, California                            | 4:46     |  |
| 10.          | «The Waiting» (28 de junio de 1981)               | Tom Petty                            | The Forum, Los Ángeles, California                            | 4:14     |  |
| 11.          | «Good, Good Lovin'» (30 de junio de 1981)         | James Brown, Albert Shubert          | The Forum, Los Ángeles, California                            | 2:50     |  |
| 12.          | «Century City» (8 de julio de 1980)               | Tom Petty                            | The Spectrum, Filadelfia, Pensilvania                         | 4:22     |  |
| 13.          | «Alright for Now» (17 de marzo de 1995)           | Tom Petty                            | Maple Leaf Gardens, Toronto, Ontario                          | 2:49     |  |

| Disco cinco (edición deluxe) |                                                       |                                                       |                                                             |          |  |
| N.º                          | Título                                                | Escritor(es)                                          | Localidad                                                   | Duración |  |
| 1.                           | «Think About Me» (24 de julio de 1987)                | Tom Petty                                             | Jacksonville Memorial Coliseum, Jacksonville, Florida       | 3:54     |  |
| 2.                           | «Down South» (17 de septiembre de 2006)               | Tom Petty                                             | Austin City Limits Music Festival, Austin, Texas            | 3:16     |  |
| 3.                           | «I Need to Know» (29 de junio de 1981)                | Tom Petty                                             | The Forum, Los Ángeles, California                          | 2:29     |  |
| 4.                           | «Billy the Kid» (28 de mayo de 2001)                  | Tom Petty                                             | Chronicle Pavilion, Concord, California                     | 5:09     |  |
| 5.                           | «I'd Like to Love You Baby» (21 de abril de 2003)     | J.J. Cale                                             | Soundstage Studios, Chicago, Illinois                       | 4:08     |  |
| 6.                           | «Image of Me» (10 de octubre de 1987)                 | Wayne Kemp                                            | Wembley Arena, Londres, Inglaterra                          | 2:51     |  |
| 7.                           | «Born in Chicago» (21 de abril de 2003)               | Nick Gravenites                                       | Soundstage Studios, Chicago, Illinois                       | 3:50     |  |
| 8.                           | «Like a Diamond» (16 de octubre de 2002)              | Tom Petty                                             | Grand Olympic Auditorium,, Los Ángeles, California          | 4:40     |  |
| 9.                           | «The Last DJ» (7 de diciembre de 2002)                | Tom Petty                                             | The Palace of Auburn Hills, Auburn Hills (Míchigan)         | 3:36     |  |
| 10.                          | «No Second Thoughts» (27 de julio de 1981)            | Tom Petty                                             | The Spectrum, Filadelfia, (Pensilvania                      | 3:33     |  |
| 11.                          | «Ballad of Easy Rider» (24 de julio de 1987)          | Roger McGuinn                                         | Jacksonville Memorial Coliseum, Jacksonville, Florida       | 3:08     |  |
| 12.                          | «Don't Come Around Here No More» (7 de julio de 2001) | Tom Petty, Dave Stewart                               | Saratoga Performing Arts Center, Saratoga Springs, New York | 6:30     |  |
| 13.                          | «Too Much Ain't Enough» (31 de diciembre de 1978)     | Tom Petty                                             | Santa Monica Civic Auditorium, Santa Mónica, California     | 5:10     |  |
| 14.                          | «County Farm» (4 de febrero de 1997)                  | Vera Hall, Alan Lomax, John Lomax, Ruby Pickens Tartt | The Fillmore, San Francisco, California                     | 8:11     |  |

| 1978 New Year’s Eve concert from Santa Monica, California (edición deluxe) |                                  |                          |          |  |
| N.º                                                                        | Título                           | Escritor(es)             | Duración |  |
| 1.                                                                         | «I Need to Know»                 | Tom Petty                | 2:22     |  |
| 2.                                                                         | «Surrender»                      | Tom Petty                | 2:52     |  |
| 3.                                                                         | «Fooled Again (I Don't Like It)» | Tom Petty                | 6:44     |  |
| 4.                                                                         | «Casa Dega»                      | Tom Petty, Mike Campbell | 5:22     |  |
| 5.                                                                         | «Refugee»                        | Tom Petty, Mike Campbell | 3:46     |  |
| 6.                                                                         | «You're Gonna Get It»            | Tom Petty                | 4:19     |  |
| 7.                                                                         | «Mystery Man»                    | Tom Petty                | 3:18     |  |
| 8.                                                                         | «American Girl»                  | Tom Petty                | 4:22     |  |
| 9.                                                                         | «Breakdown»                      | Tom Petty                | 7:11     |  |
| 10.                                                                        | «Too Much Ain't Enough»          | Tom Petty                | 4:53     |  |
| 11.                                                                        | «Shout»                          | The Isley Brothers       | 8:57     |  |

## Personal
Tom Petty and the Heartbreakers
- Tom Petty: voz, guitarra rítmica, armónica y percusión
- Mike Campbell: guitarra principal, mandolina y marxophone
- Benmont Tench: piano, teclados y coros
- Ron Blair: bajo y coros
- Stan Lynch: batería y coros
- Howie Epstein: bajo y coros
- Scott Thurston: guitarra rítmica, teclados, armónica y coros
- Steve Ferrone: batería

Otros músicos
- Phil Jones: percusión
- The Big Money Orchestra: orquestación en "Dreamville" y "Like A Diamond"
- David Hoskot: percusión en "My Life/Your World"
- Stevie Nicks: voz en "Learning To Fly"
- Bobby Valentino: violín en "Louisiana Rain"

## Posición en listas
| País           | Lista           | Posición |
| -------------- | --------------- | -------- |
| Estados Unidos | Billboard 200   | 51       |
| Estados Unidos | Top Rock Albums | 10       |